# Aiolopus
Genre
Aiolopus est un genre de criquets appartenant à la famille des Acrididae, à la sous-famille des Oedipodinae.

## Liste des espèces
Selon BioLib (15 janvier 2023) :
- Aiolopus carinatus (Bei-Bienko, 1966)
- Aiolopus dubia Willemse, C., 1923
- Aiolopus longicornis Sjöstedt, 1909
- Aiolopus luridus (Brancsik, 1895)
- Aiolopus markamensis Yin, X., 1984
- Aiolopus meruensis Sjöstedt, 1909
- Aiolopus morulimarginis Zheng & Sun, 2008
- Aiolopus nigritibis Zheng, Z. & S. Wei, 2000
- Aiolopus obariensis Usmani, 2008
- Aiolopus oxianus Uvarov, 1926
- Aiolopus simulatrix (Walker, 1879)
- Aiolopus strepens (Latreille, 1804)
- Aiolopus thalassinus (Fabricius, 1781)